# Ófelfalu
Ófelfalu (szlovákul Horná Ves, korábban Hornesia) község Szlovákiában, a Trencséni kerületben, a Privigyei járásban.

## Fekvése
Privigyétőltól 24 km-re, délnyugatra fekszik.

## Története
1293-ban említik először „Superior Hozlem” alakban. Éleskő várának uradalmához tartozott, 1388-ban annak vámszedőhelye volt. 1329-ben „Felfalu”, 1520-ban „Felfolu” néven említik. A 14. század végén és a 15. század elején a russói váruradalomhoz tartozott. Ilsvai Leustách és János esztergomi érsek birtoka. 1408 után az Ilsvai, később a Majthényi családé. 1534-ben a nyitraszegi Barthus Bertalan birtokos a településen. Ezután a Hunyadiak zálogbirtoka. Egykori reneszánsz várkastélya a 15. században épült, a 16. században a Hunyadi család átépíttette. A 18. században a Majthényiak birtoka. A század elején fejlődött a kézművesség is. 1715-ben bognár, kovács és lakatos működött a településen. Jelentős volt a posztógyártás és a szitakészítés. Plébániáját 1787-ben alapították, templomát Majthényi Sándor és felesége építtette. 1780-ban kápolnát építettek Ferrarai Szent Vince tiszteletére.
Bars vármegye monográfiája szerint: „Radócz, tót kisközség az oszlányi járásban, 582 róm. kath. vallású lakossal. A község katlanszerű völgyben fekszik és szétszórt irtványokból áll. Azelőtt Radobicza volt a neve s a Majthényiak és a Simonyiak voltak az urai. Temploma nincs e községnek. Ide tartoznak Czerova, Hvojnik, Kosovsky, Steflov, Horka, Glenda, Bánszke, Domcsek, Trnyik, Plazov, Kolláre, Podsztráne és Kocsner irtványos telepek is. Postája és távirója Oszlány, vasúti állomása Nagyugrócz."
A 19. század második felében a Thonet család szerzett itt birtokot, a nagybirtok központja Nagyugrócon volt. Majthényi Rudolf halála után a birtokot két lánya örökölte és általuk a Tarnóczy és Gosztonyi családoké lett. 1923-ban a birtok állami kézbe került.
A trianoni békeszerződésig Bars vármegye Oszlányi járásához tartozott.

## Népessége
| Év:            | 1994. | 2004.   | 2014.    | 2024.    |
| -------------- | ----- | ------- | -------- | -------- |
| Emberek száma: | 1097  | 1073    | 1467     | 1090     |
| Eltérés:       |       | -2,18 % | +36,71 % | -25,69 % |

| Év:            | 2023. | 2024.   |
| -------------- | ----- | ------- |
| Emberek száma: | 1083  | 1090    |
| Eltérés:       |       | +0,64 % |

1910-ben 641-en, túlnyomórészt szlovákok lakták.
2001-ben 1086 lakosából 1082 szlovák volt.
2011-ben 1454 lakosából 1385 szlovák.

## Nevezetességei
- Szent Péter és Pál apostolok tiszteletére szentelt, római katolikus temploma 1837-ben épült klasszicista stílusban.
- Szent Vince kápolnája 1780-ban, barokk stílusban épült.

## Külső hivatkozások
- Községinfó
- Ófelfalu Szlovákia térképén
- E-obce.sk Archiválva 2008. február 7-i dátummal a Wayback Machine-ben